# Saint-Glen
Pour les articles homonymes, voir Glen (homonymie).
Saint Glen [sɛ̃ glɛ̃] est une commune du département des Côtes-d'Armor, dans la région Bretagne, en France.

## Toponymie
Le nom de la localité est attesté sous les formes Sainct Glen en 1378, 1449, 1510, 1514, 1536 et en 1569, Sanctus Glenus à la fin du XIVe siècle.
Sant-Glenn en breton.
Saint-Glen tire son nom, semble-t-il, du breton glenn (vallée) ou de saint Glen. Il y avait l'abbé saint Gillen qui vivait au VIe siècle. Il est possible que par contraction saint Gillen soit devenu saint Glen. À noter qu'un autre évangélisateur irlandais était connu sous le nom de « sanctus Gallanus ».

## Géographie

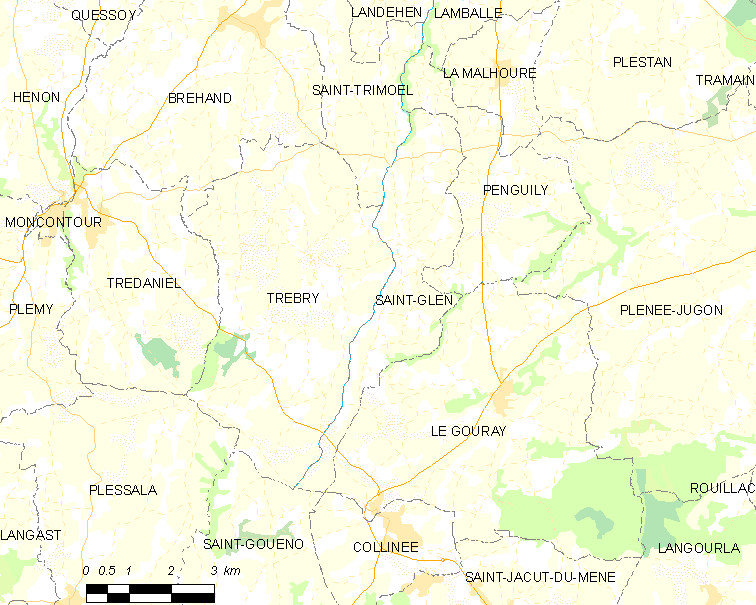
Carte de la commune de Saint-Glen.

| Saint-Trimoël |            | Penguily |
| Trébry        | Saint-Glen |          |
| Le Mené       | Le Mené    | Le Mené  |

### Hydrographie
Pour un article plus général, voir Réseau hydrographique des Côtes-d'Armor.
La commune est située dans le bassin Loire-Bretagne. Elle est drainée par le Gouessant et un autre petit cours d'eau,.
Le Gouessant, d'une longueur de 41 km, prend sa source dans la commune de Trébry et se jette  dans la baie de Saint-Brieuc en limite de Lamballe-Armor et de Hillion, après avoir traversé onze communes. 

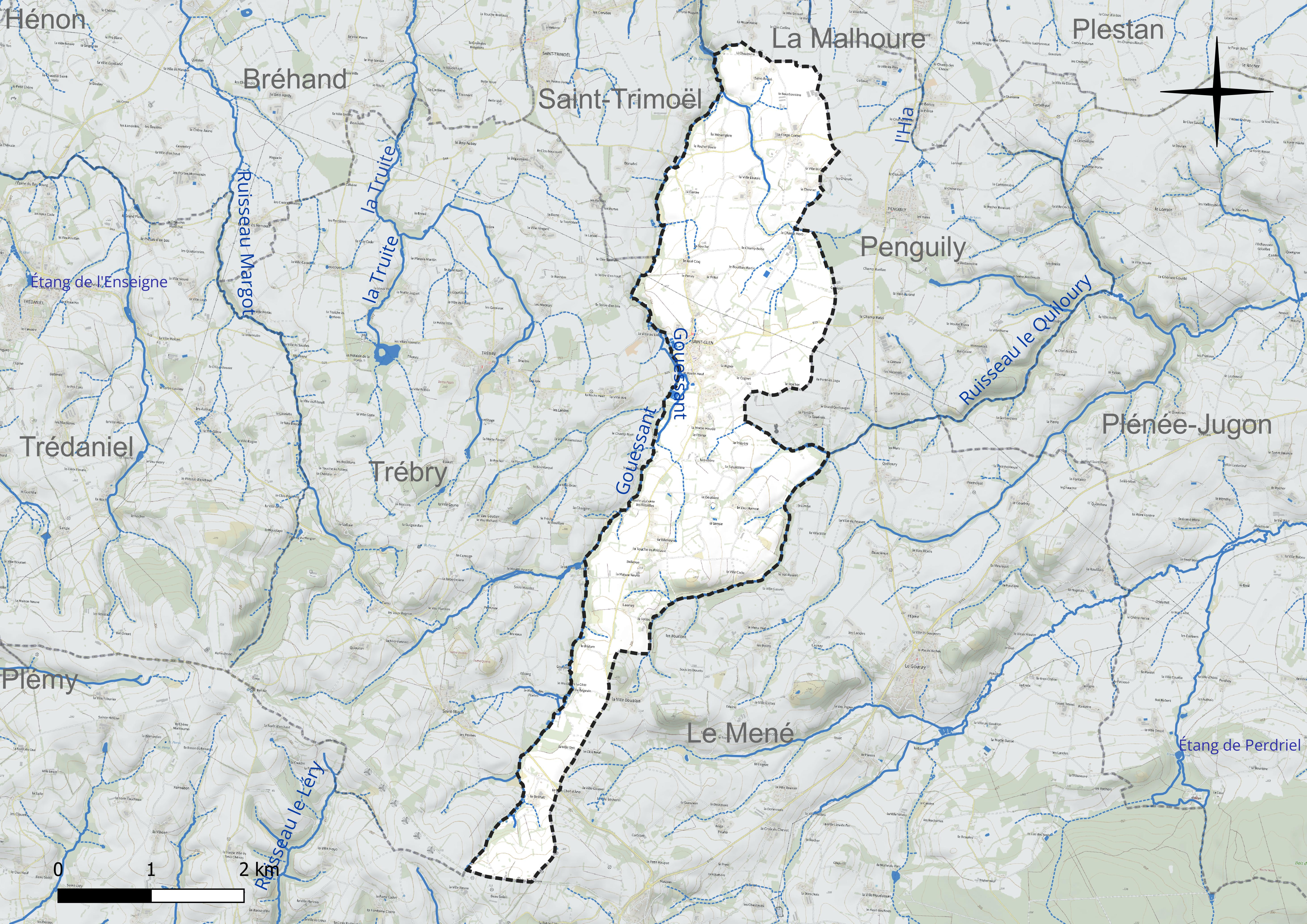
Réseau hydrographique de Saint-Glen.

### Climat
Pour des articles plus généraux, voir Climat de la Bretagne et Climat des Côtes-d'Armor.
En 2010, le climat de la commune est de type climat océanique franc, selon une étude du CNRS s'appuyant sur une série de données couvrant la période 1971-2000. En 2020, Météo-France publie une typologie des climats de la France métropolitaine dans laquelle la commune est exposée à un climat océanique et est dans la région climatique  Finistère nord, caractérisée par une pluviométrie élevée, des températures douces en hiver (6 °C), fraîches en été et des vents forts. Parallèlement l'observatoire de l'environnement en Bretagne publie en 2020 un zonage climatique de la région Bretagne, s'appuyant sur des données de Météo-France de 2009. La commune est, selon ce zonage, dans la zone « Intérieur », exposée à un climat médian, à dominante océanique.  
Pour la période 1971-2000, la température annuelle moyenne est de 11 °C, avec une amplitude thermique annuelle de 11,7 °C. Le cumul annuel moyen de précipitations est de 826 mm, avec 13 jours de précipitations en janvier et 6,9 jours en juillet. Pour la période 1991-2020, la température moyenne annuelle observée sur la station météorologique la plus proche, située sur la commune de Plœuc-L'Hermitage à 17 km à vol d'oiseau, est de 11,1 °C et le cumul annuel moyen de précipitations est de 954,7 mm,. Pour l'avenir, les paramètres climatiques de la commune estimés pour 2050 selon différents scénarios d'émission de gaz à effet de serre sont consultables sur un site dédié publié par Météo-France en novembre 2022.

## Urbanisme

### Typologie
Au 1er janvier 2024, Saint-Glen est catégorisée commune rurale à habitat dispersé, selon la nouvelle grille communale de densité à 7 niveaux définie par l'Insee en 2022.
Elle est située hors unité urbaine. Par ailleurs la commune fait partie de l'aire d'attraction du Mené, dont elle est une commune de la couronne,. Cette aire, qui regroupe 6 communes, est catégorisée dans les aires de moins de 50 000 habitants,.

### Occupation des sols
L'occupation des sols de la commune, telle qu'elle ressort de la base de données européenne d’occupation biophysique des sols Corine Land Cover (CLC), est marquée par l'importance des territoires agricoles (97,1 % en 2018), une proportion sensiblement équivalente à celle de 1990 (97 %). La répartition détaillée en 2018 est la suivante : terres arables (62,4 %), zones agricoles hétérogènes (20,1 %), prairies (14,5 %), forêts (2,9 %). L'évolution de l'occupation des sols de la commune et de ses infrastructures peut être observée sur les différentes représentations cartographiques du territoire : la carte de Cassini (XVIIIe siècle), la carte d'état-major (1820-1866) et les cartes ou photos aériennes de l'IGN pour la période actuelle (1950 à aujourd'hui).

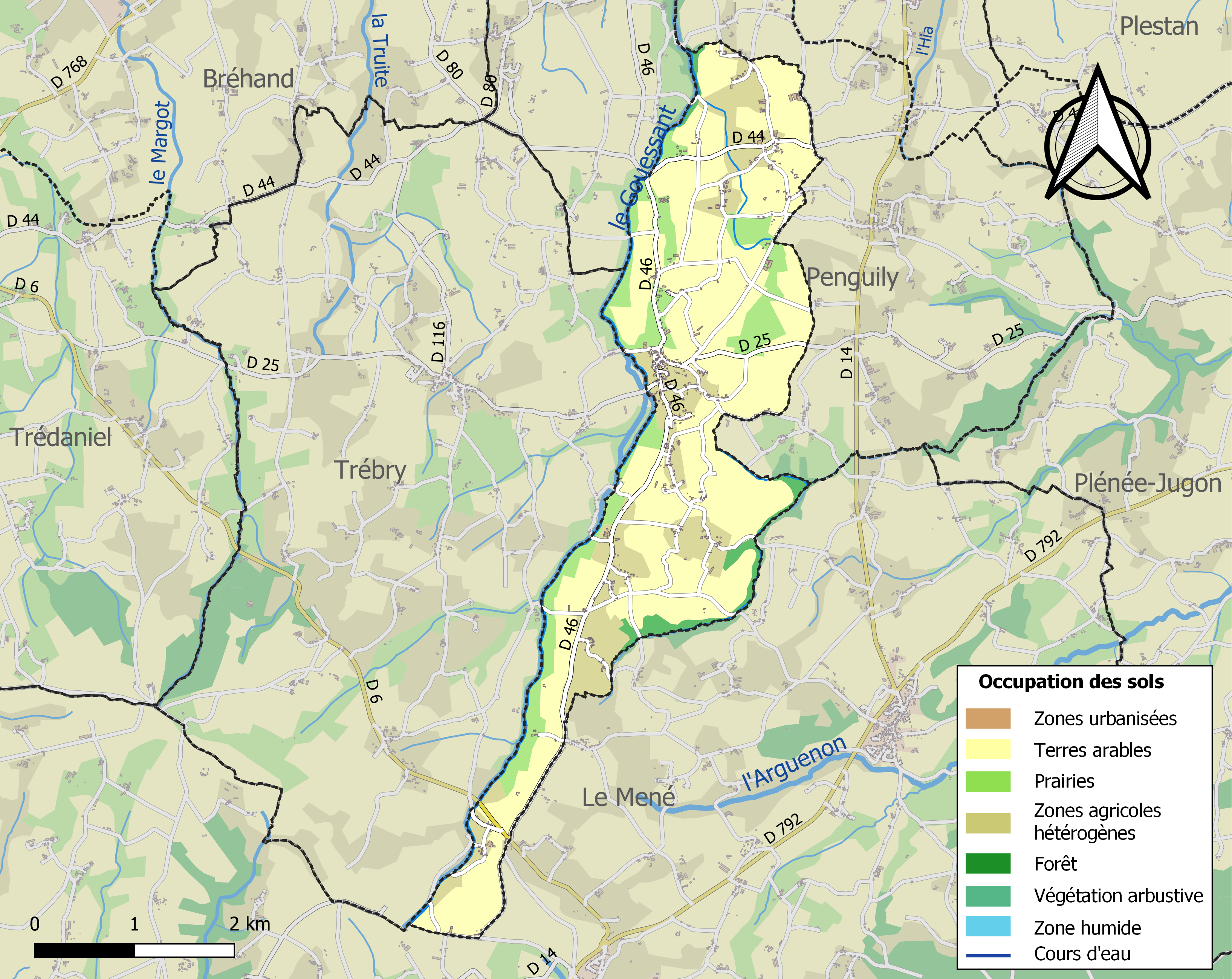
Carte des infrastructures et de l'occupation des sols de la commune en 2018 (CLC).

## Histoire

### Préhistoire
Sur un site du premier Âge du fer, sept vases en céramique ont été découverts en 2015, dont l'un contenait 154 haches à douilles en bronze de type armoricain.

### Antiquité
Au Ier siècle de notre ère, un village gaulois occupe l'emplacement actuel du bourg de Saint Glen. Vivant de l'agriculture, de l'élevage et du travail du métal, cette communauté développe un artisanat nécessitant l'aménagement de salles souterraines découvertes en 1896 avec leur mobilier.

### Moyen Âge
La paroisse de Saint Glen, enclavée dans l'évêché de Saint-Brieuc faisait partie du doyenné de Coëtmieux relevant de l'évêché de Dol et était sous le vocable de saint Étienne.
Terre désolée, presque ingrate, abandonnée au Moyen Âge, le territoire de Saint Glen ne voit apparaître aucune nouvelle communauté avant la fin des incursions normandes. Les seigneurs de Léon revendiquent alors ce domaine, où ils élèvent une ferme puissamment fortifiée.

### Temps modernes
La mise en place d'une agriculture et d'un élevage de bon rapport génère de nouvelles activités artisanales et économiques. Saint Glen possède la particularité d'être une enclave de l'évêché de Dol, lui-même dépendant de celui de Saint-Brieuc, tandis que le Gouessant le rattache à la châtellerie de Lamballe. La seigneurie, où jamais haute justice n'a été rendue, appartient, aux XVIe et XVIIe siècles, aux familles Urvoy et Quemper de Lanascol. La Révolution permet l'élection dans cette paroisse de la première municipalité en 1790.
Mais après la Restauration, la commune doit à nouveau attendre 1848 pour être distinguée de celle de Penguily. Sur cette bande de terre étroite, quelques paysans parviennent à élaborer des fermes aux allures de manoirs tandis que de nombreux moulins s'installent sur le cours du Gouessant, qui servent aussi bien à moudre le grain qu'à travailler le textile.
- 1790 : érigée en commune
- 1793 : la trève de Penguily lui fut rattachée au spirituel
- 1847 : la trève de Penguily lui fut détachée au spirituel car érigée en paroisse

### LeXXesiècle

#### Les guerres duXXesiècle
Né à Saint-Glen, Roger Barbé mit en place, avec Maurice Robert, le premier groupe de Résistance connu dans la région de Lannion. Ce groupe, constitué d'une dizaine de personnes, fut démantelé après dénonciation. Jugé, Roger Barbé fut condamné à la peine de mort et fusillé le 4 octobre 1941. Il avait 21 ans. La place de sa commune natale de Saint-Glen porte son nom ainsi qu'une rue de Lannion (rue Compagnie Roger Barbé).
Après la guerre, un de ses dénonciateurs fut jugé et condamné à la peine de mort par contumace ainsi qu'à la confiscation de tous ses biens.
Le monument aux morts de Saint-Glen ne compte aucun nom (seulement l'inscription : "À nos enfants morts pour la France"), mais une croix de Lorraine y est gravée.

#### Administration communale
- 1er avril 1973 : la commune de Penguily lui est réunie et Saint-Glen prend le nom de Saint-Glen-Penguily
- 5 juillet 1984 : la commune de Penguily redevient autonome et Saint-Glen reprend son ancien nom.

## Politique et administration
| Les données manquantes sont à compléter. |                           |                            |               | |  |  |  |  |
| ca. 1933                                 |                           | François Jouan             |               | |  |  |  |  |
| mai 1945                                 | avril 1973                | Joseph Clément (1908-1984) | PPUS puis DVD | Agriculteur Conseiller général de Moncontour (1949 → 1979) Maire de Saint-Glen-Penguily (1973 → 1983) |  |  |  |  |
|                                          |                           |                            |               | |  |  |  |  |
| juillet 1984                             | 22 mars 2008              | Rolland Le Quéméner        |               | Instituteur retraité Maire de Saint-Glen-Penguily (1983 → 1984)                                       |  |  |  |  |
| 22 mars 2008                             | 5 avril 2014              | Jean-Claude Hergot         |               | Juriste retraité                                                                                      |  |  |  |  |
| 5 avril 2014                             | En cours (au 27 mai 2020) | Jean-François Cordon       | SE            | Agriculteur Réélu pour le mandat 2020-2026                                                            |  |  |  |  |

## Démographie
L'évolution du nombre d'habitants est connue à travers les recensements de la population effectués dans la commune depuis 1793. Pour les communes de moins de 10 000 habitants, une enquête de recensement portant sur toute la population est réalisée tous les cinq ans, les populations de référence des années intermédiaires étant quant à elles estimées par interpolation ou extrapolation. Pour la commune, le premier recensement exhaustif entrant dans le cadre du nouveau dispositif a été réalisé en 2004.

En 2022, la commune comptait 667 habitants, en évolution de +9,52 % par rapport à 2016 (Côtes-d'Armor : +1,78 %, France hors Mayotte : +2,11 %).
| 1793 | 1800 | 1806 | 1821 | 1831 | 1836 | 1841 | 1846 | 1851 |
| ---- | ---- | ---- | ---- | ---- | ---- | ---- | ---- | ---- |
| 730  | 694  | 673  | 654  | 745  | 738  | 752  | 779  | 792  |

| 1856 | 1861 | 1866 | 1872 | 1876 | 1881 | 1886 | 1891 | 1896 |
| ---- | ---- | ---- | ---- | ---- | ---- | ---- | ---- | ---- |
| 840  | 866  | 861  | 808  | 801  | 821  | 828  | 813  | 803  |

| 1901 | 1906 | 1911 | 1921 | 1926 | 1931 | 1936 | 1946 | 1954 |
| ---- | ---- | ---- | ---- | ---- | ---- | ---- | ---- | ---- |
| 810  | 824  | 830  | 769  | 722  | 723  | 724  | 680  | 582  |

| 1962 | 1968 | 1975 | 1982 | 1990 | 1999 | 2004 | 2006 | 2009 |
| ---- | ---- | ---- | ---- | ---- | ---- | ---- | ---- | ---- |
| 604  | 571  | 915  | 876  | 527  | 555  | 541  | 549  | 584  |

| 2014 | 2019 | 2022 | - | - | - | - | - | - |
| ---- | ---- | ---- | - | - | - | - | - | - |
| 611  | 646  | 667  | - | - | - | - | - | - |

## Culture locale et patrimoine

### Lieux et monuments

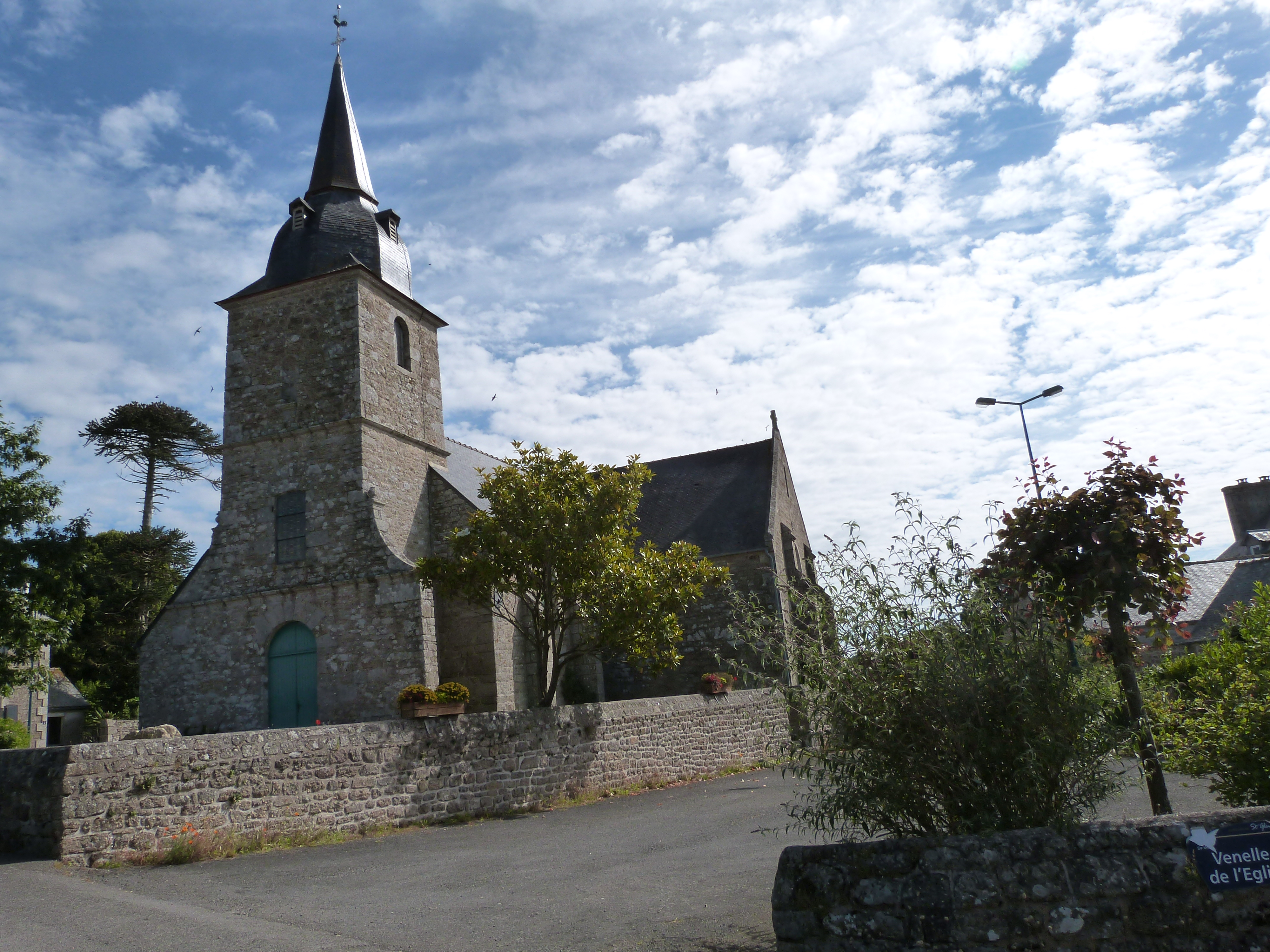
L'église paroissiale Saint-Étienne

- L'église Saint-Étienne et son cadran solaire,
- Les Croix,
- La Haie aux Lions,
- l’emblème,
- Les moulins à eau,
- Les lavoirs,
- La fontaine Saint Cassé (fontaine Guérisseuse qui d'après la tradition orale, soulageait fractures, entorses, foulures).
- Le château de la Sauldraie (son domaine est à cheval sur les communes de Penguily et Saint-Glen).

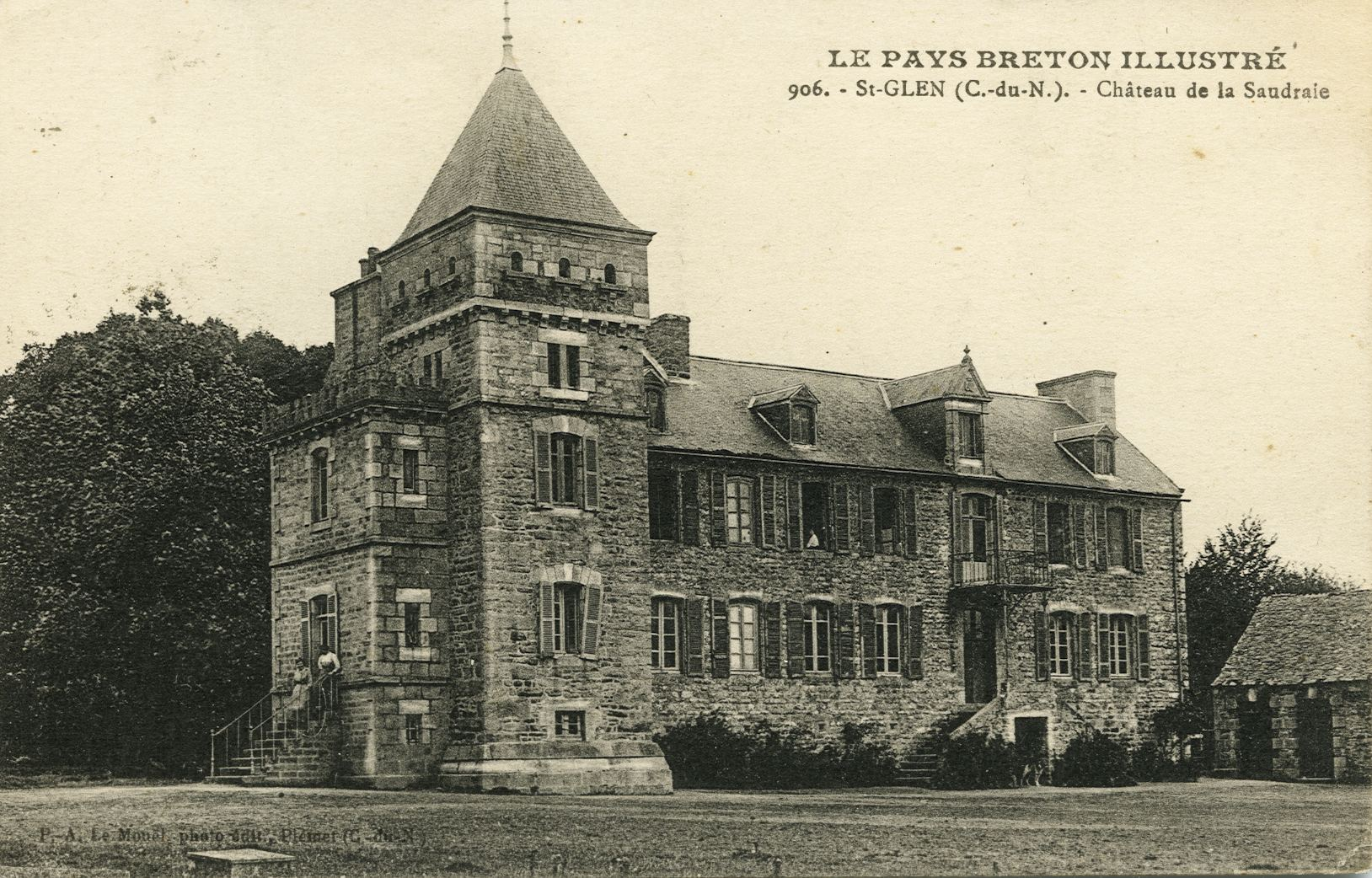
Le château de la Sauldraye.

### Héraldique
| Blason de Saint-Glen | Blason  | D'argent au lion de gueules, armé, lampassé et couronné de sable. |
| Blason de Saint-Glen | Détails | Le statut officiel du blason reste à déterminer.                  |